# المقراه
ال مقراه یک منطقهٔ مسکونی در عربستان سعودی است که در استان مکه واقع شده‌است.